# Phonétique historique
 (janvier 2023).
Si vous disposez d'ouvrages ou d'articles de référence ou si vous connaissez des sites web de qualité traitant du thème abordé ici, merci de compléter l'article en donnant les références utiles à sa vérifiabilité et en les liant à la section « Notes et références ».
La phonétique historique (ou phonologie diachronique) est une branche de la linguistique historique qui décrit en diachronie les modifications subies par les systèmes phonologiques des langues au cours de leur histoire. C'est une discipline majeure de la linguistique comparée.

## Les langues sont en évolution constante
Chaque langue prise en synchronie possède un ensemble de traits qui la définissent et que l'on peut décrire avec précision, parmi lesquels la syntaxe (règles grammaticales présidant à la construction d'énoncés), le lexique (stock de lemmes, ou « mots », d'une langue), la morphologie (modifications subies par les lemmes pour répondre aux exigences syntaxiques, comme la conjugaison, la déclinaison ou les règles d'accords) et le système phonologique (stock de phonèmes d'une langue). Ces traits, cependant, ne peuvent être décrits que pour un état précis de la langue, limité dans l'espace et le temps. Par exemple, les traits du français tel qu'il était parlé au XIIe siècle ne coïncident plus avec ceux de celui que l'on a parlé aux XIVe, XVIe et XXe siècles.
Les raisons de cette évolution sont multiples ; pour ne retenir que la principale, il suffit de dire qu'en se transmettant, surtout oralement, ce qui a été le cas (voire l'est encore) pour la majorité des langues, les informations se modifient, à la manière du bouche à oreille. Les humains ne sont pas dotés d'une mémoire parfaite, et chacun utilise ses propres mots, a sa prononciation, commet des « erreurs » grammaticales qui lui sont propres. Chaque génération apprend une langue quelque peu différente de celle de ses ancêtres. Le processus d'évolution peut sembler actuellement faible, ralenti qu'il est par la normalisation des langues utilisées dans les pays dits « développés » : on enseigne à l'école une langue normée, et un habitant du Luberon, par exemple, entend fréquemment le français des Parisiens grâce aux médias, ce qui n'est le cas que depuis récemment. Pendant des siècles, les locuteurs d'une langue n'ont pu connaître que celle de leurs proches, ce qui a favorisé les évolutions : sans comparaison, il n'est pas possible de savoir de quelle manière l'on diverge d'autres usages, ni même que l'on diverge. C'est pour cette raison que l'on a parlé en France pendant des siècles une multitude de langues plus ou moins proches les unes des autres, que l'on nomme de manière péjorative « patois », jusqu'à ce que s'impose réellement l'une des variantes possibles (ou plutôt un ensemble de variantes considéré comme le français). 
Les phonèmes d'une langue, de la même manière que le reste, évoluent constamment, et ce surtout à cause de ce que l'on nomme la « paresse articulatoire » : l'être humain, en parlant, tend à dépenser le moins d'énergie possible tout en devant faire en sorte que l'information reste compréhensible. Il « accommode » donc les sons, surtout en contact, à ce souci d'économie. Si l'on ne prend que l'exemple de la langue (c'est-à-dire ici l'organe ; on aurait pu aussi prendre comme point de départ la glotte), il est facile de constater que celle-ci se déplace pendant l'émission de sons (il suffit, pour s'en assurer de prononcer les sons ou puis ch pour sentir son déplacement). Par paresse articulatoire, les locuteurs vont éviter que celle-ci ne fasse trop de mouvements : si l'on prononce distinctement les sons /a/, /n/ et /p/ à la suite, soit /anp/, l'on constate que la langue doit toucher les  dents (pour /n/) puis s'effacer pour que les lèvres prennent le relais (afin de prononcer /p/). Or, si l'on émet ces sons rapidement, on se rend compte que ─ de manière naturelle ─ il est plus simple de prononcer /amp/ : la langue n'a plus besoin de toucher les dents, les consonnes /m/ et /p/ étant toutes deux prononcées au moyen des deux lèvres ; le résultat, toutefois, reste suffisamment proche du point de départ pour que le processus soit inconscient. Ce phénomène, dit « assimilation » des sons en contact, est l'un des principaux responsables des modifications phonétiques : les sons qui se suivent tendent à être prononcés d'une manière proche, qui n'est pas forcément le point d'articulation. Ceci ne constitue bien sûr qu'un seul exemple parmi des dizaines. On peut consulter la liste des principales modifications phonétiques pour s'en donner une idée.
Parmi toutes les évolutions possibles, seules celles qui concernent les phonèmes ne le font pas d'une manière « désorganisée », puisqu'elles suivent le plus souvent le principe d'économie. Il existe cependant un effet inverse, celui de la différenciation, qui éloigne des phonèmes devenus trop proches et évite ainsi que les énoncés deviennent trop ambigus : en effet, si seule la paresse articulatoire jouait, il faudrait convenir que les langues ne pourraient évoluer que vers une grande simplification : le système phonologique d'une langue B issue de A devrait alors comporter moins d'unités, jusqu'à ce qu'avec le temps il n'existe plus qu'un nombre très réduit d'unités, ce qui n'est pas le cas ; comme on l'a dit, l'évolution d'une langue est partagée entre deux pôles : la paresse articulatoire d'une part et la nécessité de transmettre une information d'autre part. Si une langue à un état X issu d'un état W, et ainsi de suite jusqu'à un hypothétique point de départ A ne comportait plus que deux phonèmes /a/ et /b/, il faudrait concevoir que les mots en composant le lexique seraient interminables. En effet, constituer ne seraient-ce que cent mots différents au moyen de deux unités demande au moins l'utilisation de sept occurrences de ces unités à la suite (en base deux, il faut 27 pour obtenir 128 configurations possibles), comme /abbaaba/, /babbaab/, /baababa/, etc. Or, des mots trop longs demandent plus d'efforts, tant pour les mémoriser que pour les prononcer, ce qui contredit la tendance à la paresse articulatoire : les systèmes phonologiques se modifient sans toutefois se simplifier, au risque de demander sinon plus d'efforts encore, en sorte qu'ils sont constamment dans une recherche d'équilibre de rendement.
Bien qu’il faille plusieurs siècles pour constater un changement phonétique complet dans une langue, ces transformations du langage n’appartiennent pas exclusivement au passé. Même s’il n’est pas réellement possible en une vie de percevoir les changements du français, par exemple, on peut néanmoins voir poindre certaines particularités. 
Par exemple, on entend de plus en plus souvent (notamment à la télévision) une légère fricative sourde /ç/ (assez similaire au « ch » de l’all. nicht) dans un mot de fin de phrase, précédée par un /i/, un /y/ (comme dans lune) ou un /e/. Exemple : bonne soirée, bonne nuit, qui ont tendance à se prononcer /bɔnswareç/ et /bɔnnɥiç/.
Évidemment, ce constat ne se vérifie que de manière assez aléatoire et l’on serait bien emprunté de dire si, à terme, il s’agira d’un véritable phénomène d’évolution linguistique, validé notamment par l’orthographe.

## Notions fondamentales
Note : conformément à la tradition qui prévaut en linguistique comparée, les transcriptions phonétiques ne suivent pas l'alphabet phonétique international mais, selon les familles de langues : le système de Bourciez pour les langues romanes, la transcription des germanistes pour les langues germaniques, la transcription des langues indiennes pour le sanskrit, etc.
On situe les premières tentatives d'étude du caractère régulier des évolutions phonétiques au XIXe siècle, quand le slaviste August Leskien a pris conscience de l'Ausnahmlosigkeit der Lautgesetze, c'est-à-dire la « régularité des lois phonétiques ». Cette régularité ne se retrouve ni en sémantique, ni en syntaxe ou en morphologie : seule la phonétique historique obéit à des lois, ce qui explique qu'elle soit la pierre angulaire de la linguistique comparée. 

### Seuls les sons suivent des changements réguliers
Il n'est pas possible de distinguer des changements réguliers ailleurs que dans le domaine des sons d'une langue. En effet, si le sens des mots évolue aussi constamment, on ne peut donner de règle générale concernant ces évolutions. Par exemple, rien ne permettait de prévoir que du mot latin rem, « quelque chose », le français en aurait tiré rien, « absence de quelque chose » ou encore que passus, « pas que l'on fait en marchant », eût donné à la fois pas, même sens, et pas, adverbe de négation. Si ces modifications avaient été régulières, on les aurait retrouvées dans toutes les autres langues romanes, ce qui n'est pas le cas. Les exemples pourraient être multipliés à l'infini dans le domaine sémantique : celui-ci ne suit pas de lois.
De même dans les autres domaines, comme la syntaxe ou la morphologie : aucune tendance générale à l'évolution des langues ne permet de justifier qu'on ait en français besoin de deux négations pour nier (il ne veut pas), non plus que le castillan ait formé deux imparfaits du subjonctif à partir du plus-que-parfait de l'indicatif et du plus-que-parfait du subjonctif latins.
En sorte, il n'est possible d'étudier les grandes tendances évolutives des langues que dans un cadre phonétique et phonologique.

### La notion deloiphonétique
Le point de départ de la phonétique historique repose sur un constat empirique de correspondances. Ainsi : « ε et ο grecs correspondent à a en sanskrit », ce que l'on voit dans des cas comme « grec πατέρ- = skt. pitár- » (« père ») ou encore « grec δρυμός (forêt de chênes) = skt. drumas (“arbre”) ». Ce dernier exemple montre bien que si les correspondances peuvent être établies entre les sons, elles ne fonctionnent pas nécessairement entre les sens des mots comparés. Un autre exemple peut le prouver facilement : soient les mots res (latin), rien (français) et rāyás (sanskrit) ; la phonétique historique nous apprend qu'ils proviennent directement ou non d'un même étymon indo-européen (le latin et le sanskrit procédant de l'indo-européen, le français du latin). En latin, le terme signifie « quelque chose », en français « aucune chose (rien) » et en sanskrit « richesse ». Bien que provenant tous d'une même source, les mots n'ont pas gardé des sens identiques, sans que l'on puisse établir de règle permettant de déterminer de quelle manière le sens a évolué pour d'autres mots : les évolutions sémantiques ne sont pas régulières.
Ainsi, dans un contexte donné, l'évolution phonétique est régulière et mécanique, de telle sorte que l'on puisse établir des correspondances formelles entre les phonèmes de tel état d'une langue et ceux d'un autre état, ou, partant, entre les phonèmes de langues issues d'un même ancêtre. Cette régularité des modifications permet que l'on qualifie de « loi » les descriptions qu'on peut en faire et qui concernent la phonétique historique. C'est par l'étude des correspondances entre les phonèmes de plusieurs langues que l'on peut savoir qu'elles sont « génétiquement » liées ; cette même étude a d'ailleurs permis la découverte de la notion de « familles de langues », parmi lesquelles les langues indo-européennes qui, observées sous l'angle de la linguistique comparée, montrent qu'elles sont toutes issues d'un ancêtre commun, l'indo-européen.
D'autre part, les modifications phonétiques ne s'appliquent qu'à des moments précis de l'histoire d'une langue et dans certains dialectes : aucune loi n'est universelle ni intemporelle. Par exemple, l'on sait que la sifflante grecque /s/ tombe entre deux voyelles (on parle d'un amuïssement) ; c'est le cas dans un nom comme τεῖχος (« rempart ») dont le génitif attendu est τείχεσ+ος. La forme classique est bien τείχεος, qui devient τείχους par contraction des deux voyelles en hiatus. Cette règle ne concerne cependant que le grec : elle ne fonctionne pas en latin, par exemple, où un /s/ entre deux voyelles passe normalement à /r/ (cas de rhotacisme) : honos (« honneur » ; la forme classique est honor, par analogie avec les autres cas) fait au génitif honos+is, soit honoris. De plus, la loi n'a fonctionné en grec qu'à une certaine époque : un mot comme πόσις (« époux ») possède un /s/ intervocalique parce que celui-ci provient de l'évolution de /t/ devant /i/ en /tsi/ puis /si/ (on parle d'une assibilation) ; de sorte, l'on peut dire qu'en grec à une certaine époque /s/ s'est amuï entre voyelles et qu'ensuite la loi n'a plus eu cours ; quand de nouvelles sifflantes sourdes sont apparues entre voyelles, elles n'ont pas été modifiées. Encore une fois, il convient de préciser que le passage de /ti/ à /si/ ne concerne que le grec, puisque l'équivalent direct de πόσις se retrouve en sanskrit sous la forme patis (« maître »). 
Le cas se rencontre de la même manière dans les langues celtiques, où le phonème indo-européen *p s'est amuï (ainsi *ph2ter-, « père », donne bien pater en latin, πατέρ- en grec, pitár- en sanskrit mais athir [aθir] en vieil irlandais) tandis qu'en certaines langues celtiques (celtique-P, différencié du celtique-Q) *kw est devenu p (comme dans pedwar gallois, « quatre », de *kwetwōr). De sorte, il existe dans les langues celtiques-P un phonème /p/ qui s'est développé après l'amuïssement du *p indo-européen : seuls se sont amuïs les *p anciens, et non ceux issus d'une évolution phonétique postérieure. L'on peut ainsi donner une chronologie aux évolutions phonétiques : « *kw > p » doit en toute logique être situé dans le temps après « *p disparaît ». Les p dans les langues celtiques-Q (comme l'irlandais) sont encore plus jeunes (issues des b devant h ou empruntées d'autres langues)
Enfin, il faut considérer que les évolutions sont inconscientes et graduelles : les locuteurs n'ont pas l'impression de déformer les sons qu'ils utilisent (ce qui explique que de nos jours ces évolutions soient plus lentes : chaque locuteur d'un pays dans lequel les médias et l'enseignement diffusent une langue normalisée prend facilement conscience de ses divergences) ; elles sont graduelles, justement, parce qu'elles ne doivent pas choquer l'oreille. Il est fréquent en phonétique historique d'indiquer que tel phonème donne tel phonème. Ce n'est cependant qu'une réduction qui masque le caractère continu des évolutions. Si l'on indique par exemple que le /t/ du latin devant le son /j/ — à l'initiale de yourte — lui-même devant voyelle devient en français moderne un /s/ — comme dans sa — (ainsi latin fortia, prononcé /fortja/ donne force /fors/), ce que l'on peut noter par « /tj/ + voyelle > /s/ + voyelle », c'est un raccourci pour une série d'évolutions lentes et progressives, dont les principales étapes sont les suivantes (en gardant la suite de phonèmes de l'exemple précédent) : 
- /tja/ > /ca/ (où /c/ note un /t/ mouillé, ou « palatalisé », prononcé entre /t/ et /k/) : plutôt que de se placer d'abord sur la position du /t/ (les dents) puis du /j/ (le palais dur), la langue adopte le point d'articulation de /j/ (on parle d'une « assimilation ») qui, lui, disparaît par trop proche proximité ;
- /ca/ > /csa/ : l'articulation occlusive de la consonne /c/ se relâche à la fin (on parle d'un « relâchement articulatoire ») et laisse entendre un son /s/ parasite ;
- /csa/ > /tsa/ : la consonne se rapproche du point d'articulation où est situé le relâchement /s/ (les dents) pour éviter de se poser d'abord sur le palais pour /c/ puis sur les dents pour /s/ ;
- /tsa/ > /sa/ : le groupe complexe /t/ + /s/ est simplifié en /s/ simple. Sachant qu'entre-temps la voyelle /a/ est passée à /ǝ/ (e caduc comme dans je), l'on obtient /sǝ/. Ainsi, latin fortia donne bien français force.

Pour résumer, l'on peut affirmer à propos des modifications phonétiques étudiées par la phonétique historique : 
- que celles-ci ne concernent qu'un moment précis de l'état d'une langue et ne sont pas intemporelles ;
- que si un phonème X est devenu un phonème Y au cours de l'histoire d'une langue, tous les phonèmes X de la même époque doivent avoir subi le même processus : il ne doit pas y avoir d'exception qui ne puisse être expliquée par l'application d'une autre loi ou l'analogie (cette dernière notion est essentielle en phonétique historique et plus généralement en linguistique comparée et fait l'objet d'un article séparé). Toute modification connue par une langue doit être régulière et systématique ;
- que le processus d'évolution phonétique est une caractéristique intrinsèque aux langues vivantes (mais pas la seule : l'évolution des langues concerne tous ses aspects, sémantiques, morphologiques, syntaxiques, etc.), qu'il est inconscient et graduel.

Les modifications étudiées en phonétique historique sont souvent nommées « lois » quand elles concernent des processus importants ; celles-ci sont principalement de trois natures ; certaines sont « inconditionnées » : elles sont automatiques et s'appliquent dans n'importe quel contexte ; les autres sont « conditionnées » et ne prennent place que dans un contexte phonétique particulier. Les dernières, enfin, sont « sporadiques » et se manifestent parfois, de manière plus ou moins régulière.

### La notion de loi contestée
Jean Aitchison conteste la notion de loi phonétique en se référant aux travaux des sociolinguistes, qui ont montré le caractère progressif des changements phonétiques et leur extension inégale dans une même communauté linguistique. Ainsi en anglais, la forme du gérondif varie en fonction du registre de langue entre forme familière en -in et forme de prestige en -ing (quartier de Reading, étudié par Jenny Cheshire) ou la prononciation [ai] ou [əi] de la diphtongue orthographiée i(gh) (Martha's Vineyard, étudiée par Labov).[pas clair]
Par l'exemple du chinois moyen elle montre que la nasalisation commence avec les an, puisqu'il est physiologiquement impossible de ne pas brièvement nasaliser les a devant une nasale, puis continue aux autres voyelles devant nasales. Un changement commence alors par un mot exposé par sa fréquence et une provocation phonétique[pas clair], continue (peut-être) avec des mots analogues, un peu moins exposés, et finit parfois sans atteindre tous les mots théoriquement concernés (à condition que cela ne provoque pas d'irrégularité dans la phonétique d'une langue). Tout comme il commence avec un parleur, continue (peut-être) avec d'autres, finit (peut-être) par remplacer totalement la vieille prononciation. Toutefois, un système phonétique ne peut pas fluctuer en trop de respects en même temps — c'est la raison pour laquelle les changements s'ordonnent chronologiquement.

## Principaux types de changements et leur notation
1. A > B (le phonème A devient le phonème B)
La modification concerne bien sûr un phonème A d'un stade ancien d'une langue qui devient B dans un stade plus récent. L'on peut, en inversant l'angle de vue, noter « B < A », soit « B vient de A ».
Exemple 1 : indo-européen *bh > grec ph (φ) (dévoisement des sonores aspirées).
Si le changement est conditionné, s'il n'apparaît que dans certaines conditions, il faut indiquer lesquelles, ce que l'on fait après une barre oblique, selon une notation codifiée où le phonème modifié est représenté par « _ ». Par exemple :
A > B / X_Y se lit « A donne B quand il est entre X et Y » (où « X » et « Y » peuvent être représentés par « C » : une consonne, « V » : une voyelle, « * » : n'importe quel phonème, « s » : le phonème /s/, etc.) ou encore
A > B / _#, soit « A donne B en fin de mot » (« # » indique la limite entre les mots), ou enfin
A > B / #_[V ‑accent][C +fricative], c'est-à-dire « A donne B en début de mot devant voyelle atone suivie d'une consonne fricative ».
Exemple 2 : indo-européen m > grec n / _# (neutralisation de *m au profit de /n/ en fin de mot).
Exemple 3 : langues satem s > š / [r, u, k, i]_ (loi dite ruki).
Exemple 4 :  germanique commun [f, þ, χ, χw, s] > [ƀ, đ, ǥ, ǥw, z] / [* -accent]_ (loi de Verner).
2. A, B > B (les phonèmes A et B sont confondus en B)
Dans certaines langues, deux phonèmes différents peuvent se fondre en un seul des deux : on dit que « les phonèmes A et B ont été confondus en B ». Le cas est différent lorsque plusieurs phonèmes sont confondus en un seul nouveau phonème.
Exemple 1 : indo-aryen [s, ś] > pāḷi s.
Exemple 2 : IE [r, l] > indo-aryen l.
Exemple 3 : IE [kw, k] > lituanien k (loi de réduction des vélaires).
Exemple 4 : grec ancien [ē, oi, ī, ĭ, ei, ü, ǖ, üi (η, οι, ι, ει, υ, υι)] > grec moderne ĭ (iotacisme).
3. A, B > C (les phonèmes A et B sont confondus en C)
Contrairement au cas précédent, plusieurs phonèmes sont confondus en un seul nouveau phonème.
Exemple 1 : latin classique [ē, ĭ, œ] > latin vulgaire ẹ̆ (= [e]).
Exemple 2 : latin [en, an] > ancien français  ã / _(C | #) (nasalisation des groupes /en/ et /an/ devant consonne ou en fin de mot).
Exemple 3 : IE [sr, wr] > grec [r -voix] (ῥ) / #_ (amuïssement de *s et *w en début de mot devant /r/ et dévoisement de ce dernier).
4. A > Ø (le phonème A s'amuït)
Les cas d'amuïssement sont très fréquents ; ils consistent en la disparition d'un phonème, qu'elle soit conditionnée ou non.
Exemple 1 : IE p > vieil irlandais Ø.
Exemple 2 : IE s, y, w > grec Ø / V_V.
Exemple 3 : latin [V -accent, a] > ancien français Ø / _# (« a » pour « sauf /a/ » ; amuïssement sauf pour a des voyelles atones latines en français).
5. ø > A (un nouveau phonème apparaît)
Ce sont par exemple des anaptyxes et des épenthèse, phonèmes permettant une prononciation plus aisée dans des groupes de consonnes.
Exemple 1 : latin ø > ancien français D / N_R (apparition d'une consonne occlusive sonore épenthétique entre les groupes composés d'une nasale suivie d'une liquide, /r/ ou /l/, la consonne étant alors homorganique à la nasale initiale ; ainsi cámĕra donne chambre, issu de cámra après l'amuïssement de ĕ atone).
Exemple 2 : latin ø  > ancien français ĭ / #_S(K | N) (apparition d'une voyelle anaptyxe en début de mot, laquelle évolue par la suite, devant des groupes composés d'une sifflante /s/ suivie d'une occlusive sourde /p, t, k/ ou d'une nasale /n, m/ : scutu(m) donne écu en français).

## Principales lois linguistiques dans les langues indo-européennes
L'évolution phonétique dans les langues indo-européennes répond à certaines lois linguistiques dont voici les principales avec, entre parenthèses, l'aire d'extension :
1. loi de réduction des vélaires (IE) ;
2. loi des dentales en contact (IE) ;
3. loi de Grimm (germanique commun et arménien) ;
4. loi de Verner (germanique commun) ;
5. seconde mutation consonantique (haut allemand) ;
6. loi de Bartholomae (indo-iranien) ;
7. loi de Brugmann (indo-iranien) ;
8. loi de Caland-Wackernagel (IE) ;
9. loi de Grassmann (grec et indo-iranien) ;
10. loi de Hirt (balto-slave) ;
11. loi de Lachmann (latin) ;
12. loi de Leskien (balte) ;
13. loi de limitation (grec) ;
14. loi de Lindeman (IE) ;
15. loi de Meillet (balto-slave) ;
16. loi d'Osthoff (grec) ;
17. loi ruki (langues satem) ;
18. loi de Saussure (balte) ;
19. loi de Siebs (IE) ;
20. loi de Sievers (IE) ;
21. loi de Rix (grec) ;
22. loi de Winter-Kortlandt (balto-slave) ;
23. loi de Bartsch (ancien français) ;
24. loi des nasales spirantes ingvaeoniques (langues germaniques).

#### Articles généraux
- types de modifications phonétiques
- linguistique comparée
- phonétique
- phonologie

#### Articles fortement diachroniques
- chinois archaïque
- langue romane
- ancien français
- conjugaisons du grec ancien

### Phonétique historique des langues romanes
- Mauro Maxia, Fonetica storica del gallurese e delle altre varietà sardocorse, 2012.
- François de La Chaussée, Initiation à la Phonétique historique de l'Ancien Français, Klincksieck, 1983.  (ISBN 978-2252026915)
- Gaston Zink, Phonétique historique du français, Paris, PUF, 1986.